# Симфонический мугам
Симфонический мугам — жанр азербайджанской музыки. Создан в 1948 году композитором Фикретом Амировым. Ф. Амиров, основываясь на особенностях музыкального материала и композиции мугамов, написал симфонические произведения «Шур» и «Кюрд-Овшары», тем самым заложив основу жанра в азербайджанской симфонической музыке. Основная особенность этого жанра заключается в том, что здесь сохраняются принципы, свойственные мугамному дестгяху (принцип развития, основанный на постепенном, последовательном восхождении, строение композиции, линия драматургического движения), одновременно в развитии мугамных мелодий используются методы симфонического развития, разнообразие оркестровки.
К этому жанру обращались многие азербайджанские композиторы.

## Примеры
- Солтан Гаджибеков — «Караван» (1945) — фрагмент из оперы «Камина и Гази» в ладе «Шур (мугам)»
- Фикрет Амиров — «Шур (симфонический мугам)» (1948)
  - Фикрет Амиров — «Курд Авшары (симфонический мугам)» (1948) — составляет дилогию вместе с симфоническим мугамом «Шур» и написано в ладе «Шур (мугам)»
- Фикрет Амиров — «Гюлистан Баяты-Шираз»
- Ниязи — «Раст» (1949)
- Сулейман Алескеров — «Баяты-Шираз» (1950)
- Асеф Зейналлы — симфоническая миниатюра «Мугамсаягы»
- Эльдар Мансуров — «Махур Хинди» (1991)
- Ариф Меликов — IV и VI симфонии
- Мамед Кулиев — Симфония IV (1984) — «Мугам»
- Мамед Кулиев — «В стиле мугам» ("Мугамсаягы")
- Акшин Ализаде — III и IV «Мугамсаягы» симфонии
- Рахиля Гасанова — III симфония
- Васиф Адыгезалов — «Сегях», III симфония
- Тофик Бакиханов — «Хумаюн», «Нева», «Рахаб», «Дюгах», «Шахназ»

## См.также
- Мугамная опера